# 青木日出夫
青木 日出夫（あおき ひでお、1936年6月10日 - 2006年8月3日）は、日本のアメリカ文学者、翻訳家、風俗史研究家。

## 概要
京都府生まれ。早稲田大学大学院英米文学研究科修了。学生時代から神田神保町でペーパーバックを買いあさり、勇名を馳せた。同じように神田神保町でペーパーバックを買いあさった仲間に早稲田大学の同級生でもある小鷹信光がおり、1962年からはその小鷹や片岡義男とともに雑誌『マンハント』でペーパーバックを紹介する「ポケットの中の本棚」を担当した。また、常盤新平と知り合い、ハヤカワミステリやハヤカワノヴェルズへの企画を担当した。なお、小鷹によれば、リチャード・スタークの悪党パーカー・シリーズは「私が当時の仲間（片岡義男、青木日出夫）たちと一緒に売り込んだ」ものという。 
1964年、宮田昇の紹介で河出書房の「人間の文学」シリーズの企画に携わる。そのまま、河出書房の編集部に入社、得意の英語を生かして海外を飛びまわり、主に版権交渉に当たった。また1966年にはアナイス・ニンの来日に尽力。以後、ニンとは個人的親交を深め、ニンの紹介でヘンリー・ミラーやオリンピア・プレスの社主であるモーリス・ジロディアスとも知己を得た。
1967年、河出書房を退社し、宮田昇らとともに日本ユニ・エージェンシーを設立、役員を務めた。翻訳の仕事の他に海外の出版物の紹介・斡旋を手がけ、デアゴスティーニ・ジャパン相談役も務めた。
2006年8月3日、腎不全のため死去。70歳没。

## 翻訳
- 『新しい時代』（ロバート・F・ケネディ、角川選書） 1968
- 『悪党パーカー / 逃亡の顔』（リチャード・スターク、早川書房） 1968
- 『いちご白書 ある大学革命家のノート』（ジェームズ・クネン、角川選書） 1970、のち角川文庫
- 『世界の怪談集 怖い話をするときに』（矢野浩三郎共編、ベストセラーズ） 1970
- 『不安の季節』（ダーチャ・マライーニ、角川文庫） 1970
- 『愛と死の果てるまで』（ハンス・コニングスバーガー、角川文庫） 1970
- 『スパイは醜悪に死ぬ』（スターリング・ノエル、角川文庫） 1970
- 『ある死刑囚のファイル』（ライオネル・ホワイト、角川文庫） 1970
- 『世界怪奇物語』（矢野浩三郎共編、集英社、ジュニア版世界の冒険） 1971
- 『恐怖の大作戦』（デイビス、集英社、ジュニア版世界の推理2） 1972
- 『愛のバラード』（フレデリック・プロコシュ、角川文庫） 1972
- 『ある愛のすべて』（エドナ・オブライエン、角川文庫） 1972
- 『異端の鳥』（イエールジ・コジンスキー、角川書店） 1972、のち角川文庫
- 『ラスト・タンゴはパリで』（ロバート・アーレイ、角川書店） 1973
- 『バディの熱い夏』（マイケル・ホフマン、立風書房） 1973
- 『ニューヨーカー短編集』（編、角川文庫） 1973
- 『私立探偵ラッシュ』（ダシール・ハメット、岩崎書店） 1974、のちフォア文庫 1991
- 『地球滅亡の日 植物人間』（ジョン・ウインダム、秋田書店、SF恐怖シリーズ3） 1974
- 『異境』（イエールジ・コジンスキー、角川書店） 1974
- 『超科学の世界 「フェイト」マガジン』（大陸書房）  1975
- 『世にも不思議な物語 「フェイト」マガジン』（大陸書房） 1975
- 『UFO目撃 「フェイト」マガジン 』（大陸書房） 1975
- 『The Joy of Sex ふたりだけの愛のよろこび』（アレックス・コンフォート、安田一郎共訳、双葉社） 1975
- 『愛のゆくえ』（リチャード・ブローティガン、新潮文庫） 1975、のちハヤカワ文庫
- 『Rドキュメント』（アーヴィング・ウォーレス、ベストセラーズ） 1976
- 『革命とは何か』（ハンス・コニングスバーガー、角川文庫） 1976
- 『予言者』（イエールジ・コジンスキー、角川書店） 1977
- 『陰謀カンパニー』（ラッセル・ローズ、集英社） 1980
- 『シャーロック＝ホームズの帰還』（コナン＝ドイル、偕成社、シャーロック＝ホームズ全集9） 1983
- 『土曜を逃げろ』（チャールズ・ウィリアムズ（英語版） （文春文庫） 1984
- 『戦うグレーレンズマン』（E＝E＝スミス、講談社、青い鳥文庫） 1984
- 『アメリカの世紀 7(1950～1960) 赤狩りとプレスリー』（Time-Life Books編集部、西武タイム） 1985
- 『「エスクァイア」で読むアメリカ』（新潮社） 1985
- 『燃える警官』（ウィリアム・J・コーニッツ、文春文庫） 1986
- 『死のクロスワード・パズル』（ジョン・D・マクドナルド、サンケイ文庫） 1987
- 『牝豹の仕掛けた罠』（ジョン・D・マクドナルド、サンケイ文庫） 1987
- 『ノストラダムスの千年記 ついに解読された最後の警告』（ジョン・ホーグ、ベストセラーズ、ワニの本） 1987
- 『裏切られた亡命』（ウィリアム・フッド、サンケイ文庫） 1987
- 『アメリカがソ連に占領された』（ブラウナ・E・パウンズ、ダイナミックセラーズ） 1988
- 『スパイ工作の恐怖 これが最新のスパイ・テクニックだ』（グラハム・ヨースト、ベストセラーズ、ワニの本） 1988
- 『UFOに関する極秘ファイルを入手した。アメリカCIA・空軍本部政府首脳の最高機密・もう彼らの存在を隠しきれない』（リチャード・ホール、ベストセラーズ） 1989
- 『超人類 突然変異か進化か - いま、未知の人類が生まれはじめた』（ヤトリ、ベストセラーズ、ワニの本） 1989
- 『未来の1000年史 人類、地球 - いま明かされる驚愕の運命』（ピーター・ローリー、ベストセラーズ、ワニの本） 1990
- 『甘い陰謀』（ローレンス・サンダース、徳間文庫） 1990
- 『ノストラダムス大予言 世紀末の真実 完全解読・1992～2001年滅亡のシナリオ 決定版』（V.J.ヒューイット、ピーター・ローリー、ベストセラーズ） 1991
- 『カナダ - グレート・カントリー』（ロバート・フルフォード、ベースボール・マガジン社） 1991
- 『ブッシュベイビー 大草原の小さな天使』（ウィリアム・スティーヴンソン、新潮文庫） 1991
- 『アースマインド 地球は人類の廃棄を意図し始めた』（ポール・デヴェロー、教育社） 1991
- 『ノストラダムス大予言 世紀末への警告』（ピーター・ローリー、ベストセラーズ、ワニの本） 1993
- 『エビータ 写真が語るその生涯』（マティルデ・サンチェス、あすなろ書房） 1997
- 『オリンピア・プレス物語 ある出版社のエロティックな旅』（ジョン・ディ・セイント・ジョア、河出書房新社） 2001

## 編著
- 『世界の怪奇夜話 本当に起きた、ゾッとする話…』（雄鶏社） 1993
- 『世にも猟奇な物語 世界で起きたミステリー事件録』（雄鶏社） 1994
- 『世にも奇怪な人物 恐怖のどん底に陥れた世界史人間録』（雄鶏社） 1995
- 『図説エロスの世界 エロティカ幻想篇』（河出書房新社） 1997
- 『図説エロスの世界 エロティカ愛夢篇』（河出書房新社） 1997
- 『悪魔がつくった世界史』（河出書房新社、Kawade夢文庫） 1997
- 『図説エロスの世界 巨匠たちのエロティック・アート篇』（河出書房新社） 1998
- 『図説世界の発禁本 ヨーロッパ古典篇』（河出書房新社、ふくろうの本） 1999
- 『図説世界の発禁本 ヨーロッパ近現代篇』（河出書房新社、ふくろうの本） 1999

## 監修
- 『花嫁の日記 - 昭和秘蔵本コレクション1』（作者不詳、河出i文庫） 2005/12
- 『好色一代男 - 昭和秘蔵本コレクション2』（作者不詳、河出i文庫） 2006/2/4
- 『性の告白と実演 - 昭和秘蔵本コレクション3』（作者不詳、河出i文庫） 2006/7/5
- 『禁慾 - 昭和秘蔵本コレクション4』（作者不詳、河出i文庫） 2006/10/5
- 『パイプと乙女 - 昭和秘蔵本コレクション5』（作者不詳、河出i文庫） 2007/1/6
- 『覗かれた女心 昭和秘蔵本コレクション6』（作者不詳、河出i文庫） 2007/2/3
- 『明暗草紙 - 昭和秘蔵本コレクション7』（作者不詳、河出i文庫） 2007/5/1
- 『花と炎 - 昭和秘蔵本コレクション8』（作者不詳、河出i文庫） 2007/8/1
- 『しのび逢い - 昭和秘蔵本コレクション9』（作者不詳、河出i文庫） 2007/10/1
- 『僧房夢 - 昭和秘蔵本コレクション10』（作者不詳、河出i文庫） 2008/4/4